# 여우눈을 한 남자

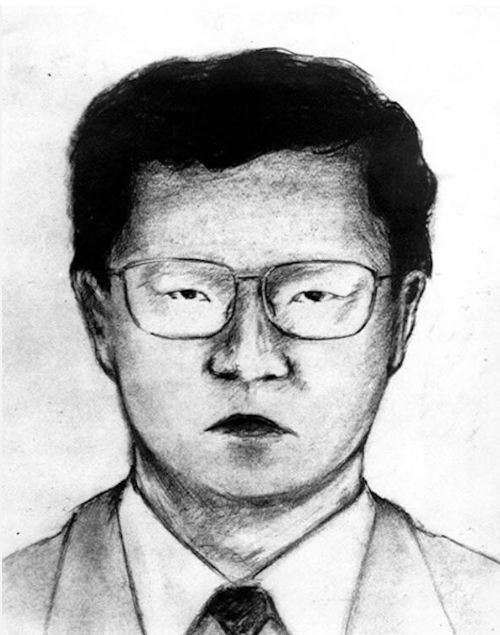
여우눈을 한 남자의 캐리커처

여우눈을 한 남자(일본어: キツネ目の男)는 1984년 일본을 발칵 뒤집은 대사건인 글리코·모리나가 사건의 유력한 용의자로 추정되는 신원미상의 인물. 정확히 누구인지가 밝혀지지 않아서 이런 별명으로 불린다. 후에 소설가가 된 미야자키 마나부(宮崎学)가 여우눈을 한 남자라는 소문이 떠돌기도 했다. 미야자키 마나부가 여우눈을 한 남자로 알려진 인물의 몽타주와 외모가 얼핏 흡사한 탓이었고 그가 사는 곳이 지리적 여건으로 볼때 사건 장소들과 가깝다는 점도 이런 의혹을 제기하는데 그럴듯한 근거로 작용했다. 한편 범인으로 추정되는 인물이 상점의 CCTV에 잡힌것이 확인되었다. 이 남자는 상점에 들어가 이상한 행동을 한뒤에 사라졌는데 나중에 그 가게에서 괴인 21면상 명의로된 청산이 살포된 과자가 발견되어 이 남자가 놓고 간것으로 의심되었다.

## 같이 보기
- 글리코·모리나가 사건